# Euthanasie
Pour les animaux, voir Euthanasie animale.
À l'origine, l'euthanasie (du grec ancien εὐθανασία / euthanasía : εὖ / eû, « bonne », θάνατος / thánatos, « mort ») est le fait d'avoir une mort douce, qu'elle soit naturelle ou provoquée.
Dans une acception plus contemporaine et plus restreinte, l'euthanasie est décrite comme une pratique (action ou omission) visant à provoquer — particulièrement par un médecin ou sous son contrôle — le décès d'un individu atteint d'une maladie incurable qui lui inflige des souffrances morales ou physiques intolérables et comme la doctrine selon laquelle cette pratique est légitime. L'on pense le plus souvent à l'euthanasie active, qui a des enjeux éthiques très différents, l'omission (euthanasie passive, notion plus proche de celle d'absence d'acharnement thérapeutique) étant considérée d'autant plus différemment dans les pays où elle seule est légale (tout cela étant fonction de la notion de consentement de la personne, qui est également une thématique débattue). 
Son principe et sa pratique relevant à la fois et entre autres des domaines philosophiques, bioéthiques et légaux, son contenu exact et son acceptation sont générateurs de puissants controverses, divisions et débats d'idées.
L'euthanasie est à distinguer de l'aide au suicide (ou suicide assisté).

## Définitions actuelles
L'euthanasie est caractérisée par l'intentionnalité. Le décès d'un individu est provoqué avec des circonstances précises : maladie sans espoir de guérison et souffrances intolérables. Elle ne se définit pas par son moyen, puisqu'il peut y avoir euthanasie par une action directe telle qu'une injection létale ou simplement par omission de certains gestes relevant des soins fondamentaux, comme l'alimentation artificielle.

### Accompagnement et accélération de la fin de vie
L'espérance de vie ayant augmenté dans certains pays développés de pair avec une modernisation scientifique et technologique de la médecine, la part jouée par la décision médicale dans les décès a augmenté corrélativement à cette hausse. Avec l'intensification des moyens médicaux est apparue la notion d'« acharnement thérapeutique ». Elle désigne « une obstination déraisonnable, refusant par un raisonnement buté de reconnaître qu’un homme est voué à la mort et qu’il n’est pas curable ». La disproportion entre des thérapies exagérément lourdes pour le patient et la faible amélioration attendue, qui est de l'ordre du court répit, font que l'acharnement thérapeutique est de plus en plus fréquemment rejeté.
L'accélération de la fin de vie peut englober des formes très différentes, de l'interruption du traitement médical à l'injection de produits létaux, en passant par l'arrêt de la nutrition et de l'hydratation ou l'administration de sédatifs en dose importante. On estime ainsi que, en Europe, 40 à 50 % des décès résultent d'une décision médicale[réf. nécessaire]. Cependant, la plupart de ces cas ne relèvent pas de l'« euthanasie », dans la mesure où le but n'est pas le décès lui-même.
Suivant les pays, certaines pratiques sont acceptées par la législation, d'autres non. L'euthanasie active notamment est ainsi interdite dans la plupart des États. C'est également le cas d'une autre forme d'assistance à la fin de vie, l'aide au suicide. Cette dernière désigne le fait de fournir un environnement et des moyens nécessaires à une personne pour qu'elle se suicide, quelles qu'en soient les motivations. Dans ce cas, c'est le « patient » lui-même qui déclenche sa mort et non un tiers. L'aide au suicide demande une manifestation claire et libre de la volonté de mourir, ce qui la distingue de l'incitation au suicide. Le suicide assisté peut impliquer d'instaurer un espace sécuritaire dans lequel les personnes suicidaires peuvent parler de leur désir de mort, être écoutées et accompagnées. Les professionnels de la santé pourraient utiliser une approche de réduction des méfaits et accompagner la personne suicidaire qui a un désir stable et profond de mourir dans son choix. L'aide au suicide pourrait aider à briser l'isolement lié au suicide et permettre aux personnes suicidaires d'être accompagnées dans cette étape de la vie qu'est la mort,. Toutefois, lorsque cette pratique est légale, le médecin accompagnant doit quelquefois s'engager, comme en Belgique, à procéder à une euthanasie dans le cas où le suicide se déroule mal. En 2022, le législateur belge a décidé que l'euthanasie serait bientôt rémunérée. Les médecins qui réalisent une euthanasie sont actuellement indemnisés (pour les obligations légales qu'ils doivent assumer dans ce cadre).
En France, l'Association pour le droit de mourir dans la dignité souhaite obtenir le vote d'une loi légalisant l'euthanasie et le suicide assisté.
L’ADMD différencie le suicide assisté et l'euthanasie : « Le suicide assisté, c'est le patient qui s'injecte un produit létal. On souhaite à l'ADMD qu'il y ait un contrôle médical à côté. Il faut être en état de pratiquer le geste très important parce qu'il ne faut pas se faire aider par un tiers. Et l'autonomie, là, c'est le soignant, le médecin qui injecte un produit létal parce que le patient l'aura souhaité ou parce qu'il ne sera plus en état de faire le geste tout seul. Donc, il sera assisté d'un médecin pour poursuivre ce geste », selon Yves Grégoire, délégué en Seine-Maritime de l’ADMD.
L'Académie nationale de médecine différencie euthanasie et suicide assisté. Si elle se prononce contre la première, elle se dit en faveur de l’inscription dans la loi du suicide assisté dans son avis de juillet 2023, et ce, afin de « favoriser une fin de vie digne et apaisée, répondre à la souffrance inhumaine et protéger les personnes les plus vulnérables ».

## Alternatives à l'euthanasie
L'euthanasie doit aussi être distinguée des « soins palliatifs », dont le but premier n'est jamais de provoquer le décès des patients, même si, pour soulager la douleur, il arrive aux soignants d'user de doses d'antalgiques risquant de rapprocher le moment du décès. Ainsi, le docteur Bernard Devalois dénonce l'ambigüité de certains termes trop flous comme « sédation » et souligne qu'« il faut impérativement faire la distinction entre l’utilisation de traitements à visée sédative pour soulager un malade en fin de vie, et l’utilisation de sédatifs pour faire perdre conscience à un malade, jusqu’à la survenue de sa mort, à sa demande et alors qu’il n’existe pas d’indications médicales ».
Toutefois, les défenseurs de l'euthanasie considèrent qu'elle s'inscrit dans un continuum de soins, et qu'elle est une suite possible des soins palliatifs lorsque ceux-ci se révèlent inopérants et que le malade en fait la demande. Cette position a notamment été défendue au Québec par la Commission spéciale sur la question de mourir dans la dignité : « une option supplémentaire est nécessaire dans le continuum de soins de fin de vie : l’euthanasie sous la forme d’une aide médicale à mourir […] pourvu que cet acte soit strictement circonscrit et balisé et qu’il résulte d’une demande libre et éclairée de la personne ». Les responsables de l'hôpital Érasme de Bruxelles ont tenu le même discours à un opposant à l'euthanasie : « De plus, contrairement à ce qui se passe en France, nous n'opposons pas soins palliatifs et euthanasie en défendant le concept de soins continus ».

## Typologie

### Classification par les moyens employés
Il est d'usage de séparer l’euthanasie active, qui désigne un acte volontaire en vue d'abréger la vie du patient, de l’euthanasie passive, qui consiste à cesser un traitement curatif ou à arrêter l'usage d'instruments ou de produits maintenant un patient en vie. Dans ce dernier cas, on n'utilise aucun moyen hâtant la mort du patient.
D'après Françoise Biotti-Mache, l'euthanasie est dite « active » « quand elle consistera dans un acte volontairement effectué pour donner la mort ; c’est une action directe qui sous-entend l’intention, telle l’administration d’une injection létale ». L'euthanasie dite « passive » « consiste fondamentalement dans une omission. On s’abstient d’entreprendre un traitement ou on l’arrête. On peut également classer ici, le fait de débrancher les dispositifs de survie artificielle. La mort est alors considérée comme une conséquence indirecte de l’acte d’interruption du traitement ou d’arrêt des moyens de survie. »
Plusieurs associations ou commentateurs récusent la distinction entre euthanasie active et passive, qui leur semble essentielle. Ils l'accusent de masquer la question fondamentale de l'objectif visé, qui caractérise l'euthanasie, au détriment de la question des moyens, qui se pose purement en termes d'opportunité pratique. Pour certains, il n'existe pas de différence éthique entre l'euthanasie active et passive. L'insistance sur la distinction entre euthanasie active et passive pourrait également entraîner une confusion quant au statut des soins palliatifs.

### Classification selon le consentement
Les types d'euthanasie peuvent être classés selon le consentement de la personne concernée :
1. Euthanasie volontaire : lorsqu'un individu a la capacité mentale et physique de demander de l'aide pour mourir et qu'il la demande. La plupart des auteurs qualifient également d'euthanasie volontaire le cas d'un individu qui n'a plus la capacité mentale et physique de demander de l'aide pour mourir mais qui a pu exprimer précédemment un tel souhait. « Elle est effectuée à la demande explicite du patient et avec son consentement éclairé »[19] ;
2. Euthanasie non volontaire : lorsqu'un individu n'a plus la capacité mentale et physique de demander de l'aide pour mourir ou de s'y opposer et qu'on ignore quelle aurait été sa volonté. « Elle est effectuée sur un patient lucide sans que celui-ci ait exprimé une demande à cet effet ou sans que celui-ci y ait consenti (par exemple, la demande n'a pas été faite au patient) »[19] ;
3. Euthanasie involontaire : lorsque l'acte d'euthanasie est pratiqué sur un individu qui a eu l'occasion d'exprimer une opposition explicite (particulièrement assimilée à un meurtre)[20]. « Elle est effectuée sur un malade inconscient ou confus, mentalement incapable d'en faire la demande (le patient est dans le coma, par exemple) »[19].

## Étymologie et histoire du terme

### Antiquité grecque
Le serment d'Hippocrate a été formulé vers 400 av. J.-C. dans la Grèce antique par l'un des pères fondateurs de la médecine. Hippocrate a écrit contre l'acte d'euthanasie active : « Je ne prescrirai pas un médicament mortel pour plaire à quelqu'un, ni ne donnerai de conseils susceptibles de causer sa mort ». À cette époque, les individus n'avaient pas à faire face à des dilemmes tels que l'euthanasie dans son sens moderne. Les circonstances, ainsi que les perceptions de la vie et de la mort, étaient différentes. Les Grecs percevaient la débilité de la vieillesse comme humiliante, les privant de ce qu'ils désiraient toute leur vie : la célébrité posthume. Cette perspective est exprimée par Platon : « Quand nous allons mourir, les choses qui ont été dites à notre sujet ne seront pas perdues aussi ».
Le grec ancien a offert des milliers de termes au monde scientifique, dont l'euthanasie. Cependant, les penseurs classiques ont attribué à ce terme un sens différent du nôtre. Pour eux, il avait le sens d'une bonne mort qui tombait sur une personne naturellement, à la suite du passage du temps, au processus de vieillissement, ou comme un don divin. L'historien Polyvious a qualifié l'euthanasie d'« accomplissement des hommes vertueux » et de « couronnement d'une vie bonne et utile ». Pour le philosophe Filon à l'époque, l'euthanasie était parallèle à l'eugiria (eu, « bon », et giras, « vieillesse »), souvent identifiée comme la vertu ultime. Le mot « euthanasie » apparaît pour la première fois dans Myrmiki, la dernière comédie de Posidippe (vers 300 av. J.-C.). Pour lui, l'euthanasie était le meilleur cadeau que l'homme pouvait souhaiter recevoir des dieux. En général, l'attitude des anciens Grecs à l'égard du suicide était positive.
La compréhension de la mort chez les Grecs de l'Antiquité était, d'une certaine manière, fondamentalement différente de la nôtre. Le philosophe Épicure (ive siècle av. J.-C.) niait l'existence de la mort. Selon lui, l'évitement de la douleur et la poursuite de l'hédonisme constituaient l'axe de l'existence humaine. Il soutenait que l'expérience ou la réalité de la mort ne devait pas être terrifiante pour les humains, et il n'aurait pas pu imaginer qu'à l'avenir, la peur de la mort serait remplacée par le souci de savoir comment on meurt.
Dans la mythologie grecque, Hypnos, le Sommeil, était le frère de Thanatos, la Mort. Les rêves d'Homère (VIIIe siècle av. J.-C.) sont comme la mort, mais ils participent à la vie et sont considérés comme un don des dieux. Dans l'Odyssée, les citoyens âgés mais en bonne santé d'une île utopique appelée Sirii sont capables d'obtenir une mort rapide et sans douleur grâce à l'arrivée des divinités Artémis et Apollon. Apollon les tuerait avec ses flèches. Le poète Euripide (480-406 av. J.-C.) a déclaré : « En vain, les vieux veulent mourir, accusant leur vieillesse et leur longévité ; quand la mort approche, aucun d'entre eux ne veut mourir ».
À l'époque classique (du IVe au IIIe siècle av. J.-C.), les habitants de l'île de Kéa mettaient fin à leur vie après avoir obtenu le consentement de leurs concitoyens. Plutôt que de vieillir et de tomber malade, ils préféraient un exode massif de la vie en buvant de la ciguë, dans une atmosphère festive comme celle des anciens symposiums, lorsqu'ils buvaient du vin au nom de leurs dieux. L'empressement à mettre fin à leur vie de cette manière pourrait venir du fait que l'acte était considéré comme héroïque. Comme le note Platon dans le Phédon (vers 399 av. J.-C.), le philosophe Socrate a choisi la ciguë au lieu de l'exil, comme acte de bonne mort. Avant de procéder à cet acte, il a demandé au gardien de la prison de faire une libation aux dieux, et lorsque le gardien a refusé, Socrate a prié les dieux pour que sa vie soit heureuse sur le chemin des Enfers.
L'acte actuellement qualifié d'« euthanasie passive » était pratiqué dans la Grèce antique dans les cas de difformité. Dans La République (vers 374 av. J.-C.), Platon soutient le concept selon lequel les individus qui ne sont pas en bonne santé de corps et d'esprit doivent être abandonnés à la mort, pour le bien-être des citoyens et de la ville. Il s'oppose également à la prolongation de la vie pour quelque raison que ce soit, affirmant que la médecine ne devrait contribuer qu'à l'amélioration de la vie du patient.
Le fait que les Grecs de l'Antiquité, en particulier les Spartiates, se débarrassaient régulièrement des nouveau-nés présentant des déficiences physiques visibles a été confirmé par l'histoire. Les bébés malformés étaient par nature odieux pour les peuples du monde antique, et l'historien Plutarque note dans l'Ithika (Ier siècle apr. J.-C.) que ces enfants étaient laissés à mourir dans un ravin appelé Keadas. Dans son Lycurgus, Plutarque blâme les divinités égyptiennes Isis et Osiris pour le corps déformé de leur fils. Néanmoins, les nourrissons « redondants » (déformés) n'étaient pas considérés comme odieux en soi, mais perçus comme indésirables au sein d'une structure donnée, compte tenu de l'idée philosophique grecque de symétrie et d'équilibre.

### Époque médiévale
Au Moyen Âge, l'Occident chrétien se préoccupe de la façon de mourir, mais dans la perspective du salut de l’âme. C'est ainsi que paraissent des traités du « bien mourir », comme le célèbre Ars moriendi, qui proposent de se préparer spirituellement au passage vers l'au-delà. La crainte est donc non pas d'entrer en agonie, mais de ne pas avoir la possibilité de vivre cette étape. C'est ainsi que la litanie des saints porte cette injonction : « De la mort subite et imprévue, délivrez-nous, Seigneur ».
Le concept d'euthanasie est décrit par Thomas More, dans son Utopie (Utopia, 1516), où il parle de volontary death, lorsqu'« [à des] maux incurables se joignent d'atroces souffrances que rien ne peut suspendre ou adoucir ». Comme pour de nombreux autres thèmes de l'ouvrage, il ne semble pas pour autant que More défende cette pratique.
Par ailleurs, le mot « euthanasie » lui-même a été réintroduit par le philosophe anglais Francis Bacon (1561-1626), et apparaît dans un texte de 1605. Ce mot est formé de deux éléments tirés du grec, le préfixe eu, « bien », et le mot thanatos, « mort » ; il signifie donc littéralement « bonne mort », c'est-à-dire « mort dans de bonnes conditions ». C'est ainsi que le présente Bacon :

« L'office du médecin n'est pas seulement de rétablir la santé, mais aussi d'adoucir les douleurs et souffrances attachées aux maladies ; et cela non pas seulement en tant que cet adoucissement de la douleur, considérée comme un symptôme périlleux, contribue et conduit à la convalescence, mais encore afin de procurer au malade, lorsqu'il n'y a plus d'espérance, une mort douce et paisible ; car ce n'est pas la moindre partie du bonheur que cette euthanasie […]. Mais de notre temps les médecins […], s'ils étaient jaloux de ne point manquer à leur devoir, ni par conséquent à l'humanité, et même d'apprendre leur art plus à fond, ils n'épargneraient aucun soin pour aider les agonisants à sortir de ce monde avec plus de douceur et de facilité. »

L'euthanasie est définie comme « mort heureuse » dans le Dictionnaire de Trévoux (éd. 1771), ce qui atteste son emploi en français dès ce siècle. Jusqu'à la fin du XIXe siècle, il a cet emploi d'« adoucissement de la mort » (« Euthanasie ou Traitement médical pour procurer une mort facile et sans douleur » ; William Munk 1888, traduction 1889).

### L'euthanasie au temps du mouvement eugéniste
Au XIXe siècle, le sens s'infléchit, d'abord, sous l'influence de l'eugénisme dans le sens d'une élimination « douce » de populations « non désirables », puis d'élimination de ces populations sans que le sens de « bonne mort » soit retenu. À ce titre, l'euthanasie intègre l'ensemble des moyens envisagés par les eugénismes scientifiques ou idéologiques pour empêcher ou limiter l'existence de ces populations : stérilisations et avortements forcés, enfermement, déportation, séparation des sexes, etc.
Le point culminant de ces pratiques d'euthanasie est leur première réalisation à grande échelle par le Troisième Reich : le programme Aktion T4. Ce programme aboutit à l'assassinat systématique de plus de 100 000 « aliénés » et handicapés. Il s'inscrit dans le programme plus large d'hygiène raciale des nazis, en parallèle avec la solution finale, l'élimination planifiée des juifs au premier chef, mais aussi des tsiganes et d'autres populations considérées indésirables. Selon certains[Qui ?], ce dévoiement du terme (le programme ne visait pas à adoucir la mort ni à épargner des souffrances, et ses victimes n'avaient rien demandé) a parasité les débats sur l'euthanasie pendant toute la seconde moitié du XXe siècle.

### Acceptions modernes
Après la Seconde Guerre mondiale, le mot est principalement associé à son emploi euphémique et fallacieux de la première moitié du siècle, et est à ce titre connoté négativement. Ce n'est que dans la décennie 1970, et dans le cadre de la lutte contre ce qu'on commence à nommer acharnement thérapeutique, que l'on revient à un emploi plus proche du sens initial, tout en lui ajoutant des acceptions nouvelles.
Dès lors que les progrès de la médecine dans la préservation et le prolongement de la vie ont connu des progrès décisifs, s'est posée la question des limites à poser aux pratiques de « maintien de la vie ». Le débat sur ce sujet a amené la profession médicale, les philosophes et les hommes politiques à débattre du sujet de la qualité de la fin de vie, des bonnes pratiques médicales et des droits des patients.
Parallèlement à ce débat, le paternalisme médical (où le médecin savait ce qui était bon pour le patient, et donc prenait seul les décisions médicales) a été graduellement abandonné pour mieux respecter l'autonomie du patient. Toutefois, la participation de l'entourage au processus de décision n'est pas toujours la règle, ou relève plus de l'« assentiment » que du « consentement » ; et une partie significative des décisions de fin de vie se prennent dans le secret au sein de l'équipe médicale, lorsque le patient ne peut pas s'exprimer, selon deux études sociologiques réalisées en France et en Angleterre, parues en 2007 et 2008.
Les souffrances ont également été mieux prises en compte, notamment avec l'apparition et le développement des soins palliatifs qui ont permis de mieux traiter la douleur physique et surtout de tenir compte des autres types de souffrance.
Ces évolutions ont conduit in fine les États à légiférer en ces matières, dans le cadre des lois de bioéthique.
En Belgique, la plupart des demandes d'euthanasie (2017) pour raisons dites psychiatriques concernent des personnes avec troubles de la personnalité, dépression, et syndrome d'Asperger. Le nombre d'euthanasies demandées pour ce motif est assez faible (40 sur 2 000 demandes) mais néanmoins supérieur au nombre de demandes attendues par les professionnels de la santé.

### L'«euthanasie» animale
Longtemps appliqué à des pratiques destinées aux seuls humains, le terme d'euthanasie est désormais employé pour les autres espèces, et l'on parle alors d'euthanasie animale, effectuée dans l'intérêt supposé d'un animal ou d'un groupe d'animaux, par opposition à l'abattage, effectué dans l'intérêt des êtres humains.

## Législation et pratique judiciaire

### État des législations nationales

Législation et pratique judiciaire dans le monde
Euthanasie active légale
Euthanasie passive légale (refus de traitement / retrait du soutien vital)
Euthanasie active illégale, euthanasie passive non légiférée ou réglementée
Toutes les formes d'euthanasie illégales

La majorité des États ne reconnaît pas ou interdit l'euthanasie active et les autres formes d'aide à la fin de vie, mais dans beaucoup d'entre eux, notamment en Europe et en Amérique du Nord, il existe une tolérance implicite ou explicite à l'encontre de ces pratiques, pour autant qu'elles se déroulent dans un cadre réglementé.
L'euthanasie active est autorisée, sous conditions, dans 7 pays dans le monde :
- les Pays-Bas sont le premier pays au monde à légaliser la pratique, le 12 avril 2001[29]. La loi dégage de toutes poursuites les médecins qui auraient participé à une euthanasie active ou un suicide assisté sous des conditions extrêmement précises : le ministère de la Santé déclare que cette pratique « autorise une personne à terminer sa vie dans la dignité après avoir reçu tous les soins palliatifs disponibles »[30]. Depuis 2004, la pratique y est autorisée pour les enfants de 12 ans et plus. Il faut réunir certaines conditions : le patient prend conscience que sa vie est devenue pénible et sans espoir ; il exprime de façon claire et répétée son désir de mort sans avoir été influencé ; ses capacités de compréhension sont normales. Le médecin doit prendre l’avis d’au moins un autre médecin ; il n’est pas autorisé à délivrer un avis de décès par mort naturelle et il devra conserver le compte rendu du décès. Dans les années 86-89, il y avait ainsi 2 000 actions d’euthanasie active ou de suicide assisté par an, les 3/4 directement par le malade[31] ;
- en Belgique, l'euthanasie active est dépénalisée depuis la loi du 28 mai 2002[29]. En 2008, cette dépénalisation a été étendue aux personnes avec troubles psychiatriques[pas clair][27]. En 2014, la Belgique supprime la limite d’âge, devenant le premier pays au monde à autoriser l’euthanasie active sans limite d'âge ;
- au Luxembourg, depuis la législation du 16 mars 2009, l'euthanasie active et l'assistance au suicide sont légaux[32],[33] ;
- en Colombie, l'euthanasie active est légale depuis 1997 à la suite de la décision de justice C-239/97[34] de la Cour Constitutionnelle mais l'euthanasie n'était pas formellement réglementée jusqu'à 2015. La législation actuelle demande de remplir quatre conditions[35] pour approuver la procédure :
  1. Le patient doit avoir une maladie mortelle,
  2. Le patient doit considérer que la vie a cessé d'être digne du fait de la maladie,
  3. Le patient doit exprimer le consentement dans une manière claire, éclairée, complète et précise,
  4. La procédure doit être réalisée par un médecin professionnel ;
- au Canada, l'euthanasie volontaire active est, depuis le 17 juin 2016, décriminalisée, à la suite d'une décision du 6 février 2015 de la Cour Suprême. Les personnes en phase terminale d'une maladie peuvent désormais demander l'aide médicale à mourir[36]. La province de Québec avait toutefois devancé le pas en adoptant un projet de loi semblable en juin 2014[37] ;
- en Espagne, le 17 décembre 2020, le pays est devenu le 6e au monde à autoriser l'euthanasie active et le suicide assisté[38]. La proposition de loi de régulation de l'euthanasie est entrée en vigueur le 18 mars 2021. L'individu victime d'une « souffrance grave chronique et invalidante ou d’une maladie grave et incurable » peut en bénéficier avec la certification d'un médecin. La loi implique un temps de réflexion de quinze jours et l’avis d’une commission d’évaluation indépendante, formée de médecins et de juristes, ce qui fixe un délai minimum d’un mois pour rendre effective toute demande d’euthanasie. Celle-ci peut être pratiquée dans un hôpital public ou privé ou à domicile[39] ;
- au Portugal, la pratique est autorisée depuis le 29 janvier 2021[40]. Le Portugal devient donc le cinquième pays d'Europe à autoriser l'euthanasie et l'assistance au suicide.

Aux États-Unis, cinq États acceptent le suicide assisté : Oregon, Washington, Montana, Vermont et Californie.
En Suisse, s'il faut savoir que l'euthanasie active reste interdite, le suicide assisté est en revanche autorisé, sauf pour des « mobiles égoïstes », par le biais d'associations telles que Exit ou Dignitas.
En France, si la loi réprime formellement l'euthanasie active et le suicide assisté, entre 1998 et 2016 les textes réglementaires et législatifs ont cependant élargi les possibilités de cessation de l'acharnement thérapeutique et étendu les droits du malade à une fin de vie digne ; et dans la pratique judiciaire, la plupart des affaires ressortissant à ces questions donnent le plus souvent lieu, depuis le début de la décennie 2000, à des non-lieux ou à des peines symboliques. Depuis 2013, le Défenseur des droits et la Fondation de France financent une étude sur les Demandes d'Euthanasie et de Suicide Assisté (DESA), elle se veut « prospective, multicentrique, épidémiologique et qualitative de leur fréquence, leurs caractéristiques et de leurs motivations ». En 2025, une proposition de loi qui propose la légalisation partielle de l'aide active à mourir est examinée par l'Assemblée nationale.
Dans son avis n°139 de septembre 2022, le Comité consultatif national d’éthique ouvre la voie à une application éthique de l’aide active à mourir (suicide assisté). Cela fait suite au constat que la sédation profonde et continue n’est pas adaptée aux personnes souffrant de maladies graves et incurables dont le pronostic vital est engagé à moyen ou long terme. Le CCNE fait ainsi évoluer sa position et se prononce dorénavant en faveur de cet acte médical pour les pathologies incurables.
En juin 2023, les Assises nationales sur la fin de vie sont organisées à la Sorbonne à Paris afin de lutter contre les préjugés et permettre des échanges entre personnalités, experts reconnus et porte-paroles politiques.
En juillet 2023, France Assos Santé remet son rapport à la ministre Agnès Firmin-Le Bodo sur l’évolution du cadre réglementaire de la fin de vie. Selon Gérard Raymond, son président : « la loi doit permettre à toutes les personnes malades, quels que soient leur pathologie et leur parcours de fin de vie, de bénéficier de conditions de fin de vie respectueuses de leur volonté, et de voir leurs souffrances prises en compte et soulagées ». Ainsi, France Assos Santé demande que l’aide active à mourir soit considérée comme un acte de soin, organisé, assisté et pris en charge par notre système de santé, avec un accompagnement médical tout au long du processus.
En 2023, selon un sondage Ifop, plus de 80 % des moins de 35 ans sont favorables au recours à l’euthanasie. Dans un autre sondage, 90 % des Français se disent favorables à la mise en place d’une aide active à mourir.

Législation et pratique judiciaire en Europe (février 2021)
Euthanasie active légale
Euthanasie passive légale
Euthanasie illégale/toute forme d'euthanasie interdite
Situation légale ambiguë

Au niveau européen, la Cour européenne des Droits de l'Homme se montre très réticente à l'égard de l'euthanasie active. On peut notamment le constater dans l'affaire Diane Pretty c. Royaume-Uni du 29 avril 2002, dans laquelle la Cour a refusé de reconnaître un quelconque « droit à la mort » par le biais de l'art.2 CEDH, consacrant le droit à la vie. En effet, pour la Cour, celui-ci ne saurait être interprété sans distorsion de langage de manière négative, c'est-à-dire comme conférant un droit diamétralement opposé, à savoir un droit à mourir. Il ne saurait davantage conférer un droit à l'autodétermination en ce sens qu'il donnerait à tout individu le droit de choisir la mort plutôt que la vie. En conséquence, il n'est pas possible de déduire de l'art. 2 CEDH un droit à mourir, que ce soit de la main d'un tiers ou avec l'assistance d'une autorité publique.

### Les sanctions attachées à l'euthanasie

#### En France
Le terme n'est pas défini juridiquement. Classiquement, l’interdiction de l’euthanasie constitue l’une des applications du principe d’indisponibilité du corps humain. L'euthanasie active est qualifiée d'assassinat ou d'empoisonnement prémédité punissable théoriquement de la réclusion criminelle à perpétuité.

#### En Europe, la position de la CEDH
La Cour européenne des droits de l'homme a été plusieurs fois saisie sur la question de l'euthanasie, notamment sur le fondement des articles 2 (droit à la vie) et 8 (droit au respect de la vie privée) de la Convention européenne des droits de l'homme (CEDH). Les différentes requêtes avaient pour but de savoir si la CEDH garantissait le droit à mourir.
En 2002, dans l'arrêt Diane Pretty, la CEDH pose le fondement de sa jurisprudence sur l'euthanasie. Pour elle, l'article 2 consacre le droit à la vie, mais ne confère pas le droit contraire, c'est-à-dire le droit à la mort.

#### Au Québec
Un projet de loi sur les soins de fin de vie légalisant l'euthanasie volontaire en fin de vie (projet de loi 52) fut soumis au vote et adopté en juin 2014. L'euthanasie active y est soumise à de nombreuses conditions.

#### Demandes d'euthanasie
- En 1985, les médecins de Stephen Hawking proposèrent à sa femme, Jane Wilde Hawking, de débrancher la machine qui le maintient en vie, ne croyant pas à un rétablissement futur. Jane Wilde Hawking refusa et Stephen Hawking se remit peu à peu de sa pneumonie après qu'il eut subi une trachéotomie le rendant incapable de parler[51].
- En 1993, au Canada, Robert Latimer tue sa fille, Tracy, handicapée et âgée de seulement douze ans, en la plaçant dans la cabine de son camion en y faisant passer les gaz d’échappement du moteur. Tracy, gravement atteinte de paralysie cérébrale, ne pouvait ni parler, ni marcher, ni s’alimenter seule. Il fut condamné à la prison à perpétuité avec possibilité de liberté conditionnelle après dix ans[52].
- En 2003 a lieu l'affaire Vincent Humbert, décédé en France (affaire qui a accéléré en France le processus de législation sur la fin de vie et les soins palliatifs).
- En 2006, Piergiorgio Welby avait été, à sa demande, débranché du respirateur qui le faisait survivre. Le médecin a été relaxé par la justice italienne après que l'Ordre des médecins italiens a approuvé son attitude.
- Le 15 mars 2007 en France, le jury des assises de la Dordogne a condamné la docteure Laurence Tramois à un an de prison avec sursis, et a acquitté l'infirmière Chantal Chanel. En 2003, la médecin avait prescrit et l'infirmière avait administré une injection mortelle de chlorure de potassium à une patiente de 65 ans atteinte d'un cancer du pancréas en phase terminale.
- En 2008, en France, se suicide Rémy Salvat, âgé de 24 ans, atteint d'une maladie dégénérative incurable. Il avait auparavant adressé un courrier au président de la République pour demander le droit à l'euthanasie.
- En 2008, en France, Chantal Sébire, âgée de 52 ans, défigurée par un esthésioneuroblastome, demande au président de la république, Nicolas Sarkozy, le « droit de mourir dans la dignité » sans avoir à se rendre dans un pays étranger acceptant l'euthanasie. Elle n'a pu obtenir satisfaction.
- Au Canada, où l'euthanasie est, alors, un acte condamnable, dont cela ouvrira la voie à la dépénalisation, le 12 décembre 2008, un jury d'Alma dans le Saguenay-Lac-Saint-Jean acquitta Stéphan Dufour, accusé d'avoir aidé son oncle malade à s'ôter la vie[53].
- En 2020, la justice belge a acquitté trois docteurs accusés d'avoir, à l'encontre de la loi, empoisonné Tine Nys, âgée de 38 ans, dans le but de l'aider à mourir le 27 avril 2010. Les sœurs de Tine Nys et les réprobateurs se sont opposés à cette euthanasie argumentant que la décision de la défunte été due à une rupture amoureuse et non à une « souffrance incurable » comme le requiert la loi belge depuis 2002. Tine Nys a souffert de sévères troubles psychiatriques durant son enfance et a déjà tenté de mettre fin à ses jours quand elle était plus jeune mais pour Lotte et Sophie Nys, elle souffrait pendant sa demande d'une rupture amoureuse et n'avait pas reçu de traitement psychiatrique depuis 15 ans. Elle avait aussi été diagnostiquée autiste. La famille et les sœurs de Tine Nys, qui étaient présents lors de son suicide assisté ont critiqué le manque d'humanisme de la profession médicale pendant l'acte d'euthanasie. Un des médecins aurait « comparé sa mort à celle d'un animal de compagnie qui souffre et se fait vacciner » et aurait, toujours selon la famille, « demandé [au père de la victime] de lui tenir l'aiguille dans le bras parce qu'il avait oublié d'apporter des pansements. Quand elle est morte, il a demandé [aux parents de la victime] s'ils voulaient écouter au stéthoscope pour vérifier que son cœur avait bien cessé de battre ». Le psychiatre chargé de l'affaire, Lieve Thienpont, a assuré que Tine Nys avait rempli toutes les conditions nécessaires à l'application d'une euthanasie. Il a été acquitté avec Joris Van Hove, le médecin qui a délivré l'injection létale et Frank D, le médecin traitant de la défunte le 30 janvier 2020[54].

#### Euthanasies non volontaires
Il s'agit en général de personnes tombées dans un coma de longue durée.
- En 2009, en Italie, après une succession de décisions contradictoires, l'alimentation artificielle d'Eluana Englaro, dans le coma depuis dix-sept ans, est retirée.
- L'affaire Terri Schiavo aux États-Unis, au terme de laquelle les médecins décident de ne pas la réintuber et de la laisser mourir de déshydratation, seule alternative légale en accord avec la loi de l'État.
- L'affaire Karen Ann Quinlan aux États-Unis.
- L’affaire Vincent Lambert en France.

#### Euthanasies non demandées
- En 2003, le cas de Christine Malèvre, infirmière française condamnée à 12 ans de réclusion criminelle pour avoir fait mourir des patients qui n'auraient pas formulé de demande en ce sens.
- En 2011, le Docteur Nicolas Bonnemaison, soupçonné d'euthanasie active sur 9 patients à l'hôpital de Bayonne (Pyrénées-Atlantiques)[55], est suspendu. Lors du procès en première instance à Pau en juin 2014, il est acquitté. Il sera radié par l'Ordre des médecins, puis condamné à deux ans de prison avec sursis par la cour d'Assises, le Parquet ayant interjeté appel[56].

### Impact des premières expériences de dépénalisation encadrée
Lors de la modification de la législation belge, un des arguments figurant dans l'exposé des motifs est qu'effectuer une euthanasie dans un cadre médicalisé évite des pratiques qui auraient quand même eu lieu de façon clandestine, et permet de placer les acteurs dans des conditions de bon encadrement des pratiques et de sécurité juridique. Dans le cas belge, cet encadrement semble avoir été difficile, puisqu'au bout de dix ans, la Commission chargée de ce suivi déclare « ne pas avoir la possibilité d’évaluer la proportion du nombre d’euthanasies déclarées par rapport au nombre d’euthanasies réellement pratiquées ».
L'exemple des pays qui ont dépénalisé l'euthanasie montre qu'il peut être difficile d'espérer le maintien d'une forme d'euthanasie limitée et encadrée : au départ dépénalisée sous conditions strictes, le domaine de l’euthanasie s'élargit, elle devient petit à petit un acte normal et banal, conçu comme un « droit ». Ce constat donne lieu à l'argument de la pente savonneuse (slippery slope) qui ne pourrait être qu'évitée entièrement ou dévalée entièrement. Il est décrit ainsi par le select committee on medical Ethics de la Chambre des lords anglaise : « Nous sommes arrivés à la conclusion qu'il serait virtuellement impossible d'assurer que tous les actes d'euthanasie soient effectivement volontaires et qu'il est impossible de libéraliser la loi britannique sans qu'elle soit détournée. Nous nous sommes également inquiétés de ce que les personnes vulnérables — âgées, solitaires, malades ou déprimées — ressentiraient une pression, réelle ou imaginaire, pour que leur décès soit hâté ».
Dès lors ce type de débat se concentre sur les statistiques de l'euthanasie aux Pays-Bas, en Belgique ou en Suisse (dans ce dernier cas il s'agit plutôt de suicide assisté), et sur leur interprétation.
Dans ces pays qui ont légalisé l'euthanasie, le débat est encore d'actualité. Ainsi, Els Borst, ministre néerlandais de la santé qui a introduit la loi sur l'euthanasie en 2002, a déclaré que cette loi était intervenue « beaucoup trop tôt » et que les soins palliatifs en avaient pâti. On compte ces dernières années en Belgique une hausse d'environ 25 % par an du nombre d'euthanasies, sans que le nombre de maladies incurables ait augmenté. En sens inverse, l'échec de la limitation de l'euthanasie pousse de nouvelles propositions d'extension de la loi : ainsi les experts auditionnés au Sénat fait valoir que l'euthanasie active est déjà pratiquée chez des mineurs, hors du cadre légal, au su de tous, et demandent sa légalisation, ainsi que celle des patients souffrant de la maladie d'Alzheimer.

## Arguments pour et contre l'euthanasie

### Invocation des droits individuels contre transgression d'un interdit
Les contours de la notion de droit à la vie sont l'objet de débats, philosophiques, juridiques et moraux. Plusieurs traditions philosophiques ou religieuses rejettent ainsi le suicide sous ses différentes formes. D'autres rejettent spécifiquement l'euthanasie : l'intervention d'un acteur qui met fin à la vie du patient est assimilée à une forme de meurtre.
Ainsi un groupe de personnels médicaux belges a-t-il pu mettre en lumière, dans un manifeste contre l'euthanasie, que « L’autorisation légale de l’euthanasie […] transgresse un interdit fondateur et affecte en cela même les bases de notre démocratie, en délimitant une classe de citoyens à qui on peut donner la mort avec l’aval de la société ».
La question de l'euthanasie déborde nécessairement le niveau des droits individuels. Le généticien Axel Kahn, membre du Comité consultatif national d'éthique, indique ainsi que « Le désir individuel de vouloir mourir […] n’appelle de la part de la société laïque aucune réprobation morale. Il ne s’ensuit pas, bien sûr, qu’il revienne à la société “d’offrir ce service” à qui le demande ».
Pour Robert Badinter, ancien garde des Sceaux et principal artisan de l'abolition de la peine de mort, l'introduction d'une exception d'euthanasie dans le droit ne pourrait se faire sans nuire au droit à la vie, « le premier des droits de l'homme ». Il estime que le code pénal « a une fonction expressive et que, à ce titre il doit traduire les valeurs d’une société » ; « elle est à son plus haut niveau quand il s’agit de la vie et de la mort. Nul ne peut retirer la vie à autrui dans une démocratie ».

### L'exercice de la liberté et de l'autonomie
Axel Kahn évoque d'ailleurs le caractère contraint de la demande d'euthanasie, notamment par la douleur, le sentiment d'abandon, le désespoir. Cette dimension contrainte lui semble par essence incompatible avec l'exercice d'une authentique liberté. Dès lors, la première réponse de la société à ces demandes ne devrait jamais, selon lui, être l'organisation d'un suicide assisté ou d'un acte d'euthanasie direct, mais devrait être de tenter de rétablir les conditions d'une liberté authentique par le rétablissement d'une vie désirable.
Dans son avant-propos à l'avis n°121, le CCNE exprime la différence entre l'euthanasie et le suicide assisté. Le comité explique que dans le cas du suicide assisté, il y a nécessité qu'un tiers fournisse un produit létal, mais que la décision d'ingérer celui-ci revient à la personne voulant se donner la mort. La responsabilité de l'acte final donnant la mort revient uniquement à la personne qui la demande. Le comité parle alors d'assistance pharmacologique au suicide car la présence d'un médecin (ce qui serait une assistance médicale) n'est pas requise.
Le CCNE explique que « l'assistance au suicide présente aussi cette particularité d'être une simple possibilité donnée à la personne de mettre fin à son existence, et non pas, comme l'euthanasie, la réalisation d'un interruption de l'existence ».
Afin de mieux tenir compte des souhaits du patient, y compris quand il devient incapable de les exprimer, de nombreux États ont mis en place la possibilité d'émettre des directives anticipées (en anglais living will).
De même, l'Association médicale mondiale a fait connaître un certain nombre de préconisations concernant la forme de ces directives au cours de son assemblée générale de 2003.

### La vision de la dignité de la vie humaine
Un point qui marque très couramment la ligne de partage entre partisans et opposants à l'euthanasie est la vision de la dignité humaine, puisque c'est un argument invoqué aussi bien pour justifier le maintien de l'interdiction de l'euthanasie que sa dépénalisation. Ainsi, une recommandation de l'assemblée parlementaire du conseil de l'Europe, adoptée le 21 mai 1999, dispose que la dignité est une notion absolue :

« La dignité est inhérente à l'existence de tout être humain. Si sa possession était due à des particularités, à des compétences ou à une condition quelconque, la dignité ne serait ni également ni universellement le propre de tous les êtres humains. L'être humain est donc investi de dignité tout au long de sa vie. La douleur, la souffrance ou la faiblesse ne peuvent l'en priver. »

La recommandation appelle en conséquence à « consacr[er] et protég[er] le droit des malades incurables et des mourants à une gamme complète de soins palliatifs » et à « mainten[ir] l'interdiction absolue de mettre intentionnellement fin à la vie des malades incurables et des mourants. »
Au contraire, le philosophe Simon Blackburn considère qu'il est impossible de « fonder l'interdiction [de l'euthanasie] sur le respect de la vie (encore moins sur le respect de la dignité), puisque ce qu'elle [l'interdiction] requiert réellement ce n'est pas le respect envers la vie mais le respect envers l'acte de mourir - c'est-à-dire, le fait de traiter comme sacro-sainte la procédure souvent intolérable, sans aucune dignité, cruelle et douloureuse de notre dissolution naturelle ».
L'impact de l'euthanasie sur la question de la dignité humaine dépasse le cadre de l'interrogation sur une situation individuelle de fin de vie. Ainsi, le rapport Sicard critique l'euthanasie car « elle intériorise des représentations sociétales négatives d’un certain nombre de situations de vieillesse, de maladie et de handicap », risquant d’éloigner la médecine du « devoir universel d’humanité de soins et d’accompagnement ».
Ainsi, l'opposition à l'ouverture du droit à l'euthanasie peut provenir de personnes handicapées qui, en parallèle, n'ont pas accès à des services de bases tels que les soins et un logement adapté, et craignent de subir une pression euthanasique dans un contexte d'absence d'accès à leurs droits humains.

### Gestion des ressources sociales
Une partie des défenseurs de l'euthanasie cherchent à dépasser à la fois la vision d'une dignité et d'une liberté individuelles absolues au profit d'une conception utilitariste de la morale (ou de l'éthique). L'utilitarisme permet, et éventuellement promeut, le sacrifice du bonheur individuel au profit de celui du plus grand nombre. Dans cette optique, il est considéré comme légitime d'optimiser l'utilisation des ressources médicales en privilégiant les patients dont la vie peut être sauvée, et de considérer comme un fardeau les ressources destinées à maintenir en vie des gens qui ne peuvent plus rien apporter à la société. Cette conception, théorisée par le philosophe Peter Singer, est notamment défendue en Suisse par le président du parti démocrate-chrétien (PDC), Christophe Darbellay.

### La prise en compte de la souffrance
Selon les opposants à l'euthanasie, les douleurs sont actuellement bien prises en compte et souvent calmées de manière efficace, en particulier dans les services de soins palliatifs. Il persiste des souffrances importantes qui ne sont pas des douleurs. Ainsi :
- la perte progressive du contrôle sur son propre corps, comme dans le cas de maladies neurodégénératives ;
- la sensation d'étouffement ;
- la déformation de son corps, et surtout de son visage ;
- la perte définitive de son autonomie.

La baisse des cas d'euthanasie aux Pays-Bas entre 2001 et 2005 semble attribuée, selon les auteurs d'un rapport basé sur des statistiques sur l'euthanasie, à l'amélioration des soins palliatifs.
Certains médecins et commentateurs objectent sur la nécessité d'une introduction de l'euthanasie dans la loi, du fait des progrès (présents et à venir) de la médecine palliative dans la lutte contre la souffrance dans sa globalité. Ainsi, le généticien Axel Kahn affirme « Je me résoudrais à une loi d’euthanasie si c’était là le seul moyen de calmer les souffrances ».

### Vision du rôle du médecin
Les avis des médecins sur la légalisation de l'euthanasie sont partagés. Ainsi, une enquête réalisée par l'INSERM en 2003 montre que 45 % des médecins généralistes français sont favorables à une dépénalisation de l’euthanasie comparable à celle des Pays-Bas. Les auteurs de l'étude signalent que « Les médecins les plus impliqués et les plus à l'aise dans les soins palliatifs et le suivi des fins de vie sont plus souvent hostiles à une légalisation de l'euthanasie », au contraire de « ceux qui se sentent mal à l'aise face aux patients en fin de vie ». La même étude signale une tendance, notamment parmi les médecins n'ayant pas reçu de formation spécifique, à assimiler des techniques telles qu'arrêt de réanimation ou sédation à de l'euthanasie. Elle indique enfin une corrélation entre la tendance à faire cette assimilation et le fait de se déclarer en faveur de l'euthanasie.
Dans tous les cas, que l'euthanasie soit ou non dépénalisée, les enjeux pour les médecins et les équipes soignantes restent d'ordre éthique : la loi ne l'emporte pas sur la réflexion éthique et personnelle dans le choix des actes de fin de vie (qu'il s'agisse d'injections létales, de décision d'arrêt de soins ou de sédation terminale). Dans le cas de l'euthanasie en particulier, la question de sa légitimité éthique ne se confond pas avec la question de sa légalisation ou dépénalisation. À cet égard, la philosophe Marta Spranzi relève que « le fait d’autoriser explicitement des membres du corps médical à donner la mort, ne fût-ce que dans l’intention louable de soulager les souffrances des patients, est perçu, notamment par les médecins eux-mêmes, comme plus problématique encore que la réalité du geste lui-même, accompli dans le silence de la relation médicale » du fait des dérives possibles.

### Arguments sur la nécessité et la praticabilité d'une introduction contrôlée
Lors de la modification de la législation belge, un des arguments figurant dans l'exposé des motifs est qu'effectuer une euthanasie dans un cadre médicalisé évite des pratiques qui auraient quand même eu lieu de façon clandestine, et permet de placer les acteurs dans des conditions de bon encadrement des pratiques et de sécurité juridique.
En sens inverse, le rapport Sicard publié en 2012 en France considère que l'introduction d'une forme encadrée d'euthanasie est une illusion : « la pratique euthanasique développe sa propre dynamique résistant à tout contrôle efficace et tend nécessairement à s’élargir ».
L'argument, courant de la part des personnes en défaveur de l'introduction d'exceptions au principe de préservation de la vie, notamment dans l'antivalidisme, s'appuie notamment sur les statistiques d'euthanasie et de suicide assisté, celles du suicide en général aussi, et le caractère purement psychiatrique ou psychologique de certaines souffrances ayant entraîné le recours à l'aide active à mourir là où la législation en a libéralisé des usages, comme dans le cas médiatisé d'une jeune femme belge de 23 ans souffrant de dépression et d'anxiété posttraumatiques après avoir survécu à un attentat terroriste.

## Euthanasie et religion

### Christianisme

#### Catholicisme
Pour le catholicisme, dont la doctrine à ce sujet a été rappelée par la lettre encyclique Evangelium vitæ (L'Évangile de la vie) du pape Jean-Paul II en 1995, l'euthanasie est en opposition directe avec le 5e commandement : « Tu ne tueras point » (Exode XX/13). En conséquence, toute forme d'euthanasie est prohibée. Le catéchisme distingue toutefois clairement l'euthanasie active et le simple refus de l'acharnement thérapeutique, qu'il considère comme licite.
« […] l’euthanasie est donc un crime qu’aucune loi humaine ne peut prétendre légitimer. Des lois de cette nature, non seulement ne créent aucune obligation pour la conscience, mais elles entraînent une obligation grave et précise de s’y opposer par l’objection de conscience ». Evangelium vitae, no 73.
Cette interdiction entre dans le cadre plus général de la dénonciation d'une « culture de mort » des sociétés occidentales pour lesquelles « une incapacité irréversible prive une vie de toute valeur ». Au contraire, pour les catholiques, la profondeur de la vocation surnaturelle de l'Homme révèle la grandeur et le prix de sa vie humaine, même dans sa phase temporelle.
Pierre d'Ornellas explique les mots du Pape Jean-Paul II écrits dans Fides et Ratio en montrant que l'autonomie est relationnelle et que la faiblesse de l'autonomie se trouve dans « la remise de soi confiante à un autre qui demeure attentif au respect intégral de sa dignité ».
Par ailleurs, les soins palliatifs sont acceptés, il est notamment « licite de supprimer la douleur au moyen de narcotiques, même avec pour effet d'amoindrir la conscience et d'abréger la vie » (affirmation de Pie XII rappelée dans Evangelium vitae, 65).
Le Vatican a réaffirmé en septembre 2007 que l'alimentation des patients dans un « état végétatif » était « obligatoire », à propos du cas de Terri Schiavo, une Américaine dans le coma pendant 15 ans et décédée en 2005 après que son alimentation eut été interrompue.
Le 9 juin 2016, le Pape François invite à ne pas « se cacher derrière une prétendue compassion pour justifier et approuver la mort d’un malade » et fustige la « culture du rejet" qui "méprise les personnes qui ne répondent pas à des canons de santé, de beauté et d’utilité déterminés ».
Le 22 mars 2018, les 118 évêques de France signent une déclaration intitulée Fin de vie : oui à l'urgence de la fraternité ! dans laquelle ils indiquent leur opposition à une loi qui légaliserait l'euthanasie. Pour eux, la fin de vie doit s'envisager comme un accompagnement plus attentif, non un abandon prématuré au silence de la mort dans la mesure où le choix du malade ou du mourant, décrit comme libre, s'envisage nécessairement dans une dimension collective. Il s'agit donc ne pas faire entrer le suicide dans la vie sociale par le biais d'une coopération légale.

#### Orthodoxie
L'Église orthodoxe, tout comme l'Église catholique, refuse l'euthanasie, celle-ci étant assimilée à un suicide pour la personne qui veut la subir, et à un homicide pour le médecin qui la pratique.
Pour l’Église orthodoxe, l'euthanasie est exclue par le Commandement « Tu ne tueras pas », qui implique l'interdiction de se tuer soi-même ou de se faire tuer par autrui. Le rejet de l'euthanasie (comme du suicide) est fondé sur la reconnaissance du fait que Dieu est le seul maître de la vie et de la mort, et qu'une euthanasie constitue un rejet du don de la vie accordé par Dieu.
En outre, l'Église orthodoxe russe a déclaré que les patients voulant l'euthanasie peuvent être au moment de la demande dans des états de désespoir ou de dépression, ce qui fait qu'accepter de telles requêtes est inacceptable.

#### Protestantisme
Si la tradition militante et associative engagée contre l'euthanasie provient essentiellement du christianisme catholique, majoritaire, en France, le protestantisme partage globalement un regard de sensibilité chrétienne pro-vie fondamentale, en rapport avec l'invariant réglementaire de préservation du droit à la vie qu'un principe important serait de ne pas désolidariser d'exceptions. Mais il semblerait que la tradition protestante ait un aspect plus libéral, nuancé et tolérant, par la voix que porte Christian Krieger auprès de la Présidence de la République. Celui-ci déclare que ce qui est un droit pour les autres ne doit pas glisser vers un devoir de partir moralement subi par des personnes vulnérables et dépendantes, ce qui semble être un argument de pente glissante binaire en défaveur de l'euthanasie, mais il rappelle que dans le protestantisme figurent aussi par un principe essentiel débat et dissensus. Il affirme que, dans sa communauté, selon les croyants les opinions peuvent varier, une minorité notable s'éloignant de la sensibilité pro-vie sans exception et compromis.

### Judaïsme
Selon le Grand rabbin de France, Haïm Korsia, lors du diner sur la bioéthique à l’Élysée de février 2018, l'euthanasie est un « assassinat » : « Toute l'éthique médicale est basée sur le refus absolu de ce qui s'est passé dans les camps de la mort et plus particulièrement à Auschwitz ».

### Islam
L’Islam pourrait paraître plus souple, certains semblant vouloir admettre une euthanasie passive d’abord par un interdit de l’acharnement thérapeutique, et quand il semble qu’il n’y ait plus d’autre possibilité, et ce, en vertu de la sourate VI, intitulée « les bestiaux », qui déclare que : « Quiconque est en détresse mais non pas rebelle, ni transgresseur, alors, oui, ton Seigneur est pardonneur, miséricordieux. » et dont on se sert pour admettre une euthanasie dans de très rares cas, en présence d’extrême souffrance et d’absolue nécessité, alors que, comme son nom l’indique, il est ici question d’interdits alimentaires. Mais les voix les plus autorisées continuent à considérer l’euthanasie comme un meurtre et donc à l’interdire.

#### Sunnisme
Pour le sunnisme, le consensus semble considérer l'euthanasie active comme un homicide. 

### Bouddhisme
Pour le bouddhisme, la mort n'est pas la fin du continuum de l'esprit d'une personne. D'une manière générale, cependant, le bouddhisme considère la suppression de la vie comme un acte négatif. En revanche, du point de vue du médecin, l'euthanasie peut être un acte de compassion, et son analyse devient délicate et complexe; la condamnation d'une euthanasie n'est pas automatique,,.
De grands maîtres du bouddhisme tibétain comme Kalou Rinpoché ou Dilgo Khyentse Rinpoché ne sont pas défavorables à l’euthanasie passive. En revanche, le 14e dalaï-lama met en garde contre l’euthanasie active, expliquant qu’en essayant d’échapper aux souffrances de cette vie, nous pourrions être confrontés à ces mêmes souffrances dans une vie future dans des conditions plus difficiles.
Le bouddhisme theravada a une position semblable : selon le code monastique (Vinaya), l'euthanasie active ou le suicide assisté sont des fautes graves, alors que l'euthanasie passive est une faute légère.

### Hindouisme
De manière générale, l'hindouisme a des convictions proches de celle du bouddhisme. Par conséquent, d'après le docteur Agarwal de l’hôpital Sir Ganga Ram de New Delhi, « les malades et leurs familles acceptent la maladie, même incurable, parce qu'elle incite à comprendre que la mort est inévitable et qu'elle n'est pas un désastre ».
L'Inde, pays à la plus grande population hindoue, autorise l'euthanasie passive, comme le suggère la Cour Suprême Indienne à la suite de l'affaire Aruna Shanbaug : « L'euthanasie active est illégale. L'euthanasie passive est autorisée, mais doit être effectuée sous la supervision de la Haute Cour ». L'euthanasie active est prohibée car elle enfreint les règles du Karma : tuer, de n'importe quelle manière que ce soit, entraîne un mauvais karma pour le meurtrier.

## Mouvements militants d'opposition à l'euthanasie

### En France
En France, on assiste depuis 2014 à l'apparition d'une militance associative contre l'euthanasie, principalement d'inspiration catholique. Parmi les associations opposantes les plus connues, on peut citer CIVITAS ou le blog le Salon beige.
Certains militants antivalidistes comme Elisa Rojas comptent parmi les opposants.

## Œuvres traitant de l'euthanasie

### Études
- Nicolas Aumonier, Bernard Beigner et Philippe Letellier, L'Euthanasie, Puf, coll. « Que sais-je ? », 2006.
- Charles Binet-Sanglé, L'Art de mourir : Défense et technique du suicide secondé, Albin Michel, 1919, réédité en 2007.
- Bernard Debré, Nous t'avons tant aimé : L'Euthanasie, l'impossible loi, 2004.
- Tugdual Derville, La Bataille de l'euthanasie : Enquête sur les sept affaires qui ont bouleversé la France, éditions Salvator, coll. « Carte blanche », février 2012  (ISBN 978-2-7067-0892-3)
- Axel Kahn, L'Ultime Liberté ?, éditions Plon, 2008.
- Jean-Claude Martinez, Euthanasie, stade suprême du capitalisme, Via Romana, 2013  (ISBN 979-10-90029-49-1)
- Corine Pelluchon, L'Autonomie brisée : Bioéthique et philosophie, Puf, 2009
- Jean-Luc Romero, Les Voleurs de liberté : Une loi de fin de vie pour tous les Français, éditions Florent Massot, 2009.
- Pierre-Jean Ruff, L'euthanasie: comment respecte-t-on le mieux la vie ?, Théolib, février 2013  (ISBN 978-2-36500-061-1)
- Yves Ternon et Socrate Helman, Le Massacre des aliénés, Casterman, 1971.

### Romans et témoignages
• Le sens de nos pas, Claire Norton, 2022.
- L'Ultime Secret (2001) de Bernard Werber
- l'Euthanasiste ambulant (2002) de Yves Trottier
- Le roman (1939) et le film Johnny s'en va-t-en guerre (1971) de Dalton Trumbo
- Le roman et le film Le Scaphandre et le Papillon (2007) de Jean-Dominique Bauby
- Et si c'était vrai (2000) de Marc Levy et le film Just Like Heaven (2005) de Mark Waters
- Je vous demande le droit de mourir de Vincent Humbert
- Le Syndrome de Lazare (2006) roman de Michel Canesi et Jamil Rahmani aux Éditions du Rocher
- La Vie devant soi (1975) roman de Romain Gary (Emile Ajar) ainsi que le film associé (1977) de Moshé Mizrahi

### Films et téléfilms
- Cran d'arrêt (1970) de Yves Boisset
- Soleil vert (1973) de Richard Fleischer
- Vol au-dessus d'un nid de coucou (1975) de Miloš Forman
- C'est ma vie, après tout ! (1981) de John Badham
- 37°2 le matin (1986) de Jean-Jacques Beineix
- Million Dollar Baby (2004) de Clint Eastwood
- Mar adentro (2004) d'Alejandro Amenábar
- La Vérité sur Jack (2010) de Barry Levinson
- Quelques heures de printemps (2012) de Stéphane Brizé
- Miele (2013) de Valeria Golino
- La Dernière Leçon (2015) de Pascale Pouzadoux
- Avant toi (2016) de Thea Sharrock
- 120 Battements par minute (2017) de Robin Campillo
- Blackbird (2020) de Roger Michell
- Plan 75 (2022) de Chie Hayakawa
- La Chambre d'à côté (2024) de Pedro Almodóvar
- Polvo serán (2024) de Carlos Marqués-Marcet

### Musique
- La chanson Monsterman du groupe de heavy metal Accept en 1986, sur l'album Russian Roulette.
- La chanson One du groupe de heavy metal Metallica, 1988, inspirée de Johnny s'en va-t-en guerre
- La chanson Paul Émile a des fleurs de Linda Lemay, 1998.
- Le rap Letter to the President de Tupac Shakur, 1999.
- La chanson Un pas de plus de Marie-Paule Belle, 2006.
- Le rap Le Poids d'un amour de Soprano, 2006.
- La musique Triple meurtre et suicide raté des Vulgaires Machins.
- La chanson Peine de vie de La Phaze en 2008.
- La chanson Final Exit de Fear Factory venant de l'album Mechanize, 2010.
- La chanson Euthanasie de 40k gang venant de l'album Anarchie, 2015.